# Port lotniczy Biskira
Port lotniczy Biskira (IATA: BSK, ICAO: DAUB) – port lotniczy położony w Biskirze, w Algierii.

## Linie lotnicze i połączenia
| Linia Lotnicza   | Kierunek                                                   |
| ---------------- | ---------------------------------------------------------- |
| Air Algerie      | 1. Algier 2. Lyon 3. Paryż-Charles de Gaulle 4. Paryż-Orly |
| Tassili Airlines | 1. Algier                                                  |